# Мишанич, Алексей Васильевич
Алексей Васильевич Миша́нич (1933—2004) — советский и украинский литературовед.

## Биография
Родился 1 апреля 1933 года в селе Ляховец (ныне Лисковец в Межгорской поселковой общине Хустского района Закарпатской области Украины) в многодетной семье, где росло десять детей, восемь братьев и две сестры.
Детство пришлось на очень сложный и противоречивый период в истории Закарпатья: война, послевоенная нищета, времена коллективизации. Родители были неграмотными. Понимая это, они хотели, чтобы их дети получили образование. Среднее образование получил в Ужгородской СШ № 1. Впоследствии семеро братьев, получили высшее образование и разъехались работать по всей Украине.
В 1956 году Алексей окончил Ужгородский государственный университет, где на филологическом факультете слушал лекции многих выдающихся учёных-литературоведов. Особенно тепло вспоминал Алексей Васильевич П. П. Пономарева, который сумел привить ему любовь к научному поиску, ввел в увлекательный мир литературоведения.
Был страстным и активным популяризатором родного слова: в периодической печати опубликовано более 300 его статей. Он упорядочил и издал 42 тома произведений классиков украинской литературы. Стоит вспомнить сборник «На Верховине», куда вошли произведения писателей досоветского Закарпатья (1984), однотомники и многотомники И. Я. Франко, И. С. Нечуя-Левицкого, С. Руданского, Л. Глебова, А.Крымского, Леси Украинки, Марка Черемшины, А. Маковея, В. Гренджи-Донского, Наталены Королевы, Катри Гриневичевой, С. Черкасенко и др. Итогом титанического труда было издание Собрания сочинений И. Я. Франко в 50 томах.
Член-корреспондент АН УССР. Доктор филологических наук.
Кроме научно-исследовательской проводил огромную организационную и педагогическую работу. В 1992—1996 годах был заместителем Председателя ВАК Украины. Впоследствии — председатель спецсовета Института литературы НАНУ по защите докторских диссертаций, заместитель председателя Научного совета по проблеме «Классическое наследие и современная художественная литература». Подготовил 8 докторов и 12 кандидатов наук.
Немало внимания уделял научно-организационной работе как заместитель академика-секретаря Отделения литературы, языка и искусствоведения НАНУ, а также руководитель отдела древней и классической украинской литературы Института литературы имени Т. Г. Шевченко НАНУ.
Умер 1 января 2004 года на после тяжёлой болезни. Похоронен на Байковом кладбище (участок 49б).

## Награды и премии
- заслуженный деятель науки и техники Украины (1997)
- премия имени А. Белецкого (2003)
- орден «За заслуги» ІІІ степени (2001)
- Государственная премия УССР имени Т. Г. Шевченко (1988) — за разработку научных принципов, составление, подготовку текстов и комментарии собрания сочинений И. Я. Франко в 50 томах